# Maceškův palác
Maceškův palác je rozlehlá komerční budova stojící na Vinohradské třídě č. 2165/48, s dalšími vchody z ulic Budečská a Slezská, na Vinohradech, Praha 2.

## Historie paláce

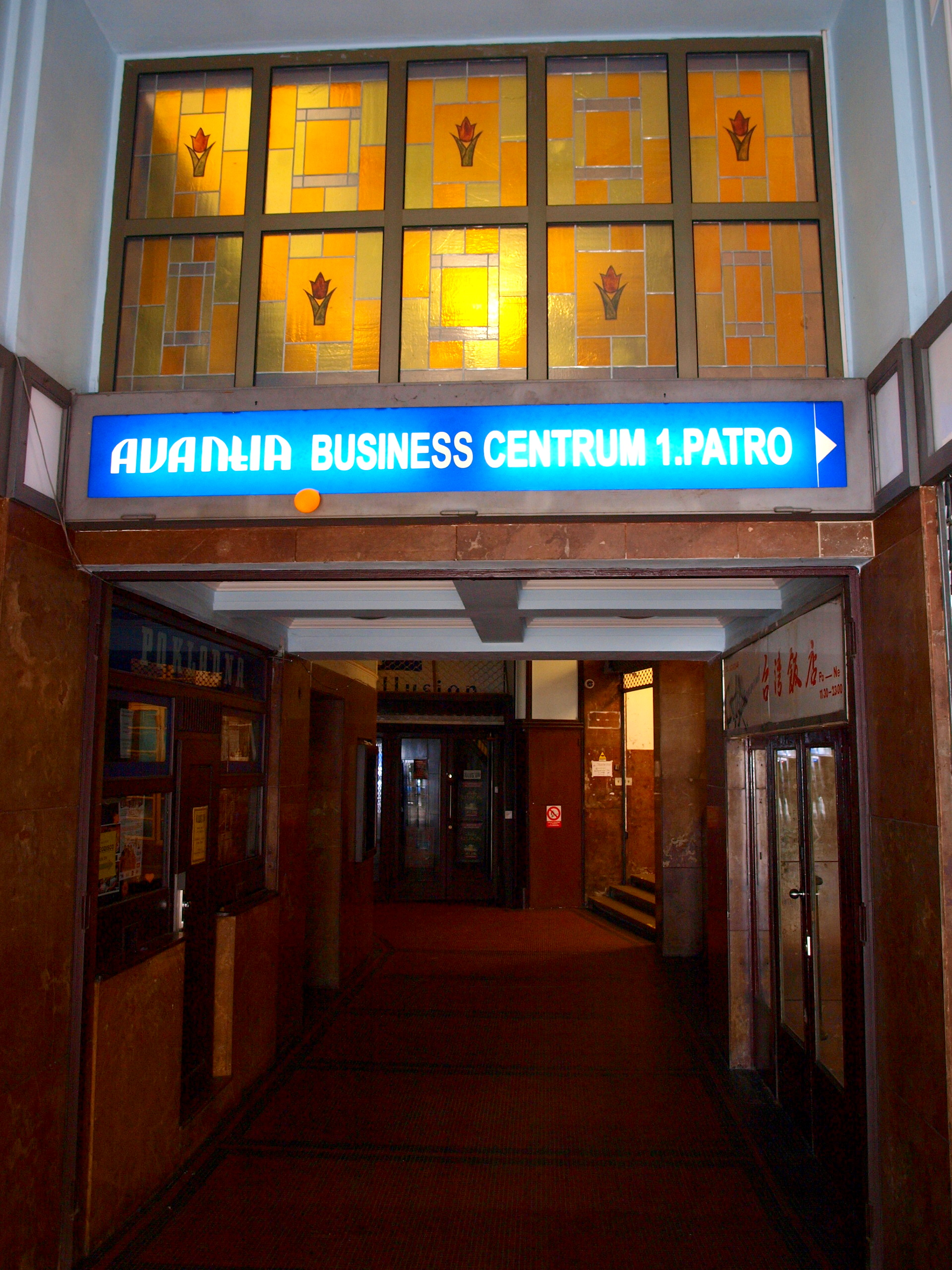
Pasáž Maceškova paláce

Palác nechal roku 1929 vystavět Emanuel Maceška, pražský velkouzenář, jenž vyráběl například proslulé vuřty "macešky". V paláci byla jedna z výroben jeho firmy. Dále byla v paláci kavárna, vinárna a tehdy moderní biograf "Maceška", později známý jako Bio Illusion. Kino zahájilo provoz v srpnu 1929 francouzským filmem Madame Récamier. V roce 1948 bylo kino Emanuelu Maceškovi, spolu se zbytkem majetku, znárodněno.
Provoz Bia Illusion byl ukončen v roce 2006, podobně jako provoz kina v sousedním Radiopaláci, prostory využívalo divadlo herce Pavla Trávníčka. Od roku 2014 je zde vytvořen kulturní prostor Theatre ROYAL. V Maceškově paláci sídlí dále zejména soukromé lékařské praxe, obchodní akademie[zdroj?] a další zařízení pro veřejnost.